# Lange Lauwerstraat
De Lange Lauwerstraat is een straat in het centrum van de Nederlandse stad Utrecht. De circa 350 meter lange straat is gelegen tussen de Oudegracht en de Wijde Begijnestraat. Zijstraten van de Lange Lauwerstraat zijn de Van Asch van Wijckstraat en het Predikherenkerkhof, die in elkaars verlengde liggen, en de Korte Lauwerstraat. Aan de Lange Lauwerstraat bevindt zich het Lauwerhof waar de watertoren Lauwerhof staat.
De Lange Lauwerstraat was in de 14de eeuw al vernoemd naar de leerlooiers, die in de straat werkten. Bij archeologische opgravingen zijn restanten gevonden van een houten gebouw uit de elfde eeuw.
Tot ver in de twintigste eeuw telde de straat veel werkplaatsen, winkels en stallen. In de jaren 1970, toen de straat zeer in verval was, begon de ontwikkeling naar voornamelijk bewoning. De laatste bedrijvigheid verdween pas begin 21ste eeuw toen de timmerwerkplaats, de boekbinderij en de zeefdrukkerij (2010) hun deuren sloten. Alle bedrijfspanden zijn verbouwd tot woningen.

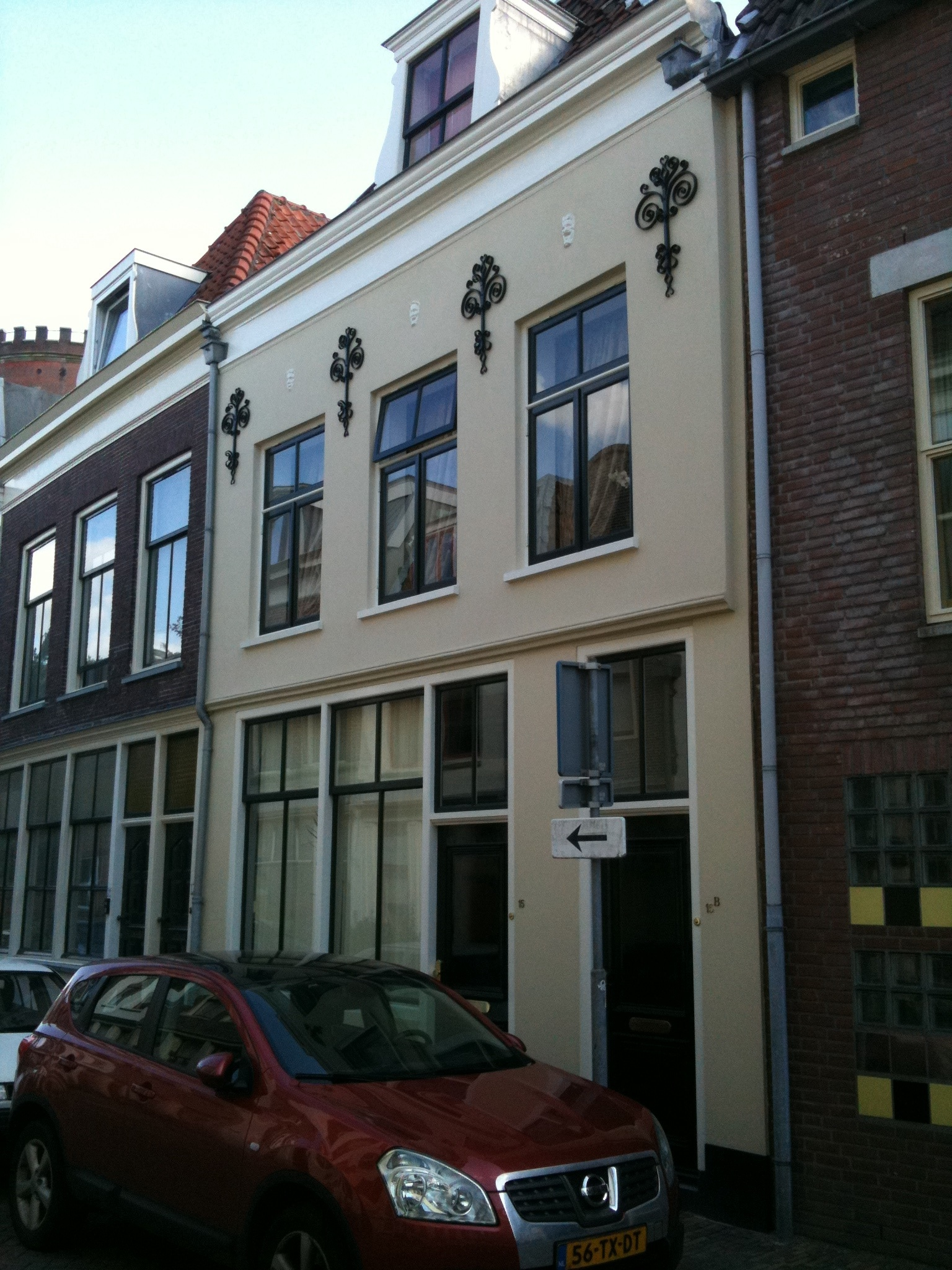
Lange Lauwerstraat 22 (rijksmonument)
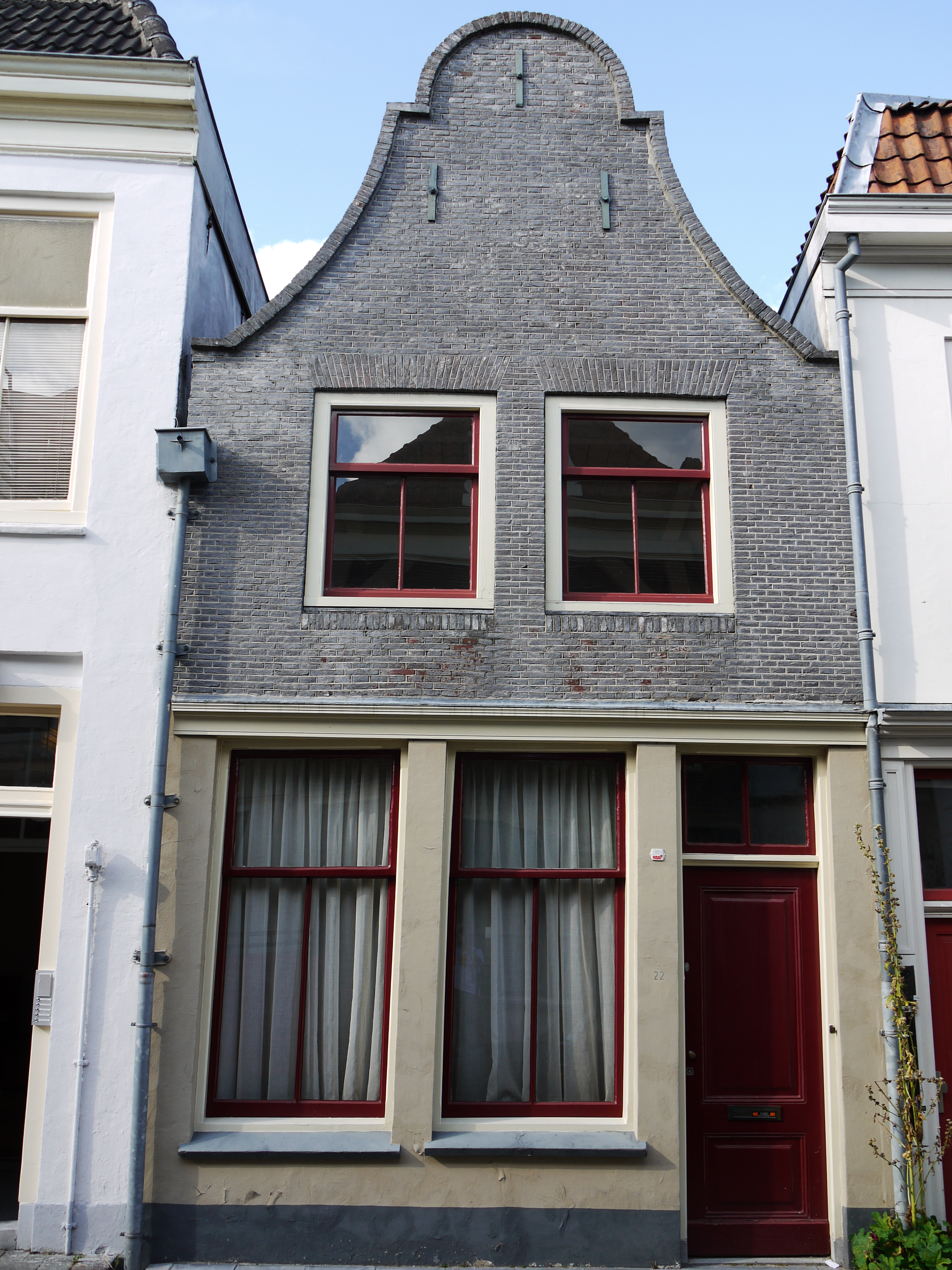
Lange Lauwerstraat 22 (rijksmonument)

3e Buurkerksteeg ·
A.B.C.-straat ·
Abraham Dolesteeg ·
Achter de Dom ·
Achter St.-Pieter ·
Agnietenstraat ·
Ambachtstraat ·
Annastraat ·
Bakkerstraat ·
Breedstraat ·
Boothstraat ·
Boterstraat ·
Brigittenstraat ·
Bijlhouwerstraat ·
Catharijnekade ·
Catharijnesingel ·
Choorstraat ·
Croeselaan ·
Domplein ·
Domstraat ·
Donkere Gaard ·
Donkerstraat ·
Dorstige Hartsteeg ·
Drakenburgstraat ·
Drieharingstraat ·
Drift ·
Eligenstraat ·
Ganzenmarkt ·
Geertekerkhof ·
Hamburgerstraat ·
Hamsteeg ·
Hanengeschrei ·
Hardebollenstraat ·
Haverstraat ·
Hekelsteeg ·
Herenstraat ·
Hoogt ·
Jaarbeursplein ·
Jacobsgasthuissteeg ·
Jacobijnenstraat ·
Jansdam ·
Janskerkhof ·
Jansveld ·
Jodenrijtje ·
Keistraat ·
Keizerstraat ·
Kintgenshaven ·
Kleine Slachtstraat ·
Korte Jansstraat ·
Korte Lauwerstraat ·
Korte Minrebroederstraat ·
Korte Nieuwstraat ·
Korte Smeestraat ·
Kromme Nieuwegracht ·
Lange Elisabethstraat ·
Lange Jansstraat ·
Lange Jufferstraat ·
Lange Lauwerstraat ·
Lange Nieuwstraat ·
Lange Smeestraat ·
Lange Viestraat ·
Lauwersteeg ·
Leidseveer ·
Lichte Gaard ·
Loeff Berchmakerstraat ·
Lucasbolwerk ·
Lijnmarkt ·
Mariahoek ·
Mariaplaats ·
Massegast ·
Minrebroederstraat ·
Moreelsepark ·
Muntstraat ·
Neude ·
Nicolaas Beetsstraat ·
Nieuwegracht ·
Nobeldwarsstraat ·
Nobelstraat ·
Oudegracht ·
Oudkerkhof ·
Paardenveld ·
Pieterskerkhof ·
Pieterstraat ·
Plompetorenbrug ·
Plompetorengracht ·
Potterstraat ·
Predikherenkerkhof ·
Predikherenstraat ·
Ridderschapstraat ·
Servetstraat ·
Slachtstraat ·
St.-Jacobsstraat ·
Springweg ·
Stadhuisbrug ·
Steenweg ·
Sterrenburg ·
Strosteeg ·
Telingstraat ·
Tolsteegbarrière ·
Tolsteegbrug ·
Trans ·
Twijnstraat en Twijnstraat aan de Werf ·
Van Asch van Wijckskade ·
Vinkenburgstraat ·
Vismarkt ·
Voetiusstraat ·
Voorstraat ·
Vredenburg ·
Waterstraat ·
Wed ·
Wittevrouwenstraat ·
Wijde Begijnestraat ·
Zadelstraat ·
Zakkendragerssteeg ·
Zuilenstraat ·
Zwaansteeg